# Neobolusia
Neobolusia is een geslacht van terrestrische orchideeën uit montane en alpiene streken van Afrika.

## Naamgeving en etymologie
- Synoniem: Dracomonticola H.P.Linder & Kurzweil (1995)

Neobolusia is vernoemd naar de Zuid-Afrikaanse botanicus Harry Bolus (1834–1911).

## Kenmerken
Neobolusia-soorten zijn terrestrische orchideeën met kleine, eivormige ondergrondse rizomen. De bloemstengel draagt verspreid staande stengelbladeren en een eindstandige cilindrische aar met meestal slechts enkele kleine bloemen, ondersteund door schutbladen.

## Soorten
Het geslacht omvat drie soorten. De typesoort is Neobolusia tysonii.
- Neobolusia ciliata Summerh. (1956)
- Neobolusia stolzii Schltr. (1915)
- Neobolusia tysonii (Bolus) Schltr. (1895)